# Världsmästerskapen i bordtennis
Världsmästerskapen i bordtennis arrangeras sedan 1926. Mästerskapen spelades vartannat år från 1957, efter att tidigare ha avgjorts varje år. Då avgjordes individuella turneringar och lagtävlingar under samma mästerskap och på samma ort. VM 1999 skulle avgjorts i Belgrad men flyttades på grund av Kosovokriget. De individuella tävlingarna flyttades då till Eindhoven i augusti 1999 och lagtävlingarna till Kuala Lumpur i februari år 2000. 2001 hölls återigen allt på samma plats men sedan 2003 spelas mästerskapen med individuella tävlingar ojämna år och lagtävlingar jämna år. Vid individuella tävlingar tävlar man i singel, dubbel och mixdubbel.

## Arenor och tävlingsorter
- 1926 – London
- 1928 – Stockholm
- 1929 – Budapest
- 1930 – Berlin
- 1931 – Budapest
- 1932 – Prag
- 1933 (januari) – Baden
- 1933 (december) – Paris
- 1935 – Wembley Arena, London
- 1936 – Prag
- 1937 – Baden
- 1938 – Wembley Arena, London
- 1939 – Kairo
- 1947 – Paris
- 1948 – Wembley Arena, London
- 1949 – Stockholm
- 1950 – Budapest
- 1951 – Wien
- 1952 – Bombay
- 1953 – Bukarest
- 1954 – Wembley Arena, London
- 1955 – Utrecht
- 1956 – Tokyo
- 1957 – Stockholm
- 1959 – Dortmund
- 1961 – Peking
- 1963 – Prag
- 1965 – Ljubljana
- 1967 – Stockholm
- 1969 – München
- 1971 – Nagoya
- 1973 – Sarajevo
- 1975 – Calcutta
- 1977 – Birmingham
- 1979 – Pyongyang
- 1981 – Novi Sad
- 1983 – Tokyo
- 1985 – Göteborg
- 1987 – New Delhi
- 1989 – Dortmund
- 1991 – Chiba
- 1993 – Göteborg
- 1995 – Tianjin
- 1997 – Manchester
- 1999 – Eindhoven – Individuellt
- 2000 – Kuala Lumpur – Lag
- 2001 – Osaka
- 2003 – Paris – Individuellt
- 2004 – Doha – Lag
- 2005 – Shanghai – Individuellt
- 2006 – Bremen – Lag
- 2007 – Zagreb – Individuellt
- 2008 – Guangzhou – Lag
- 2009 – Yokohama – Individuellt
- 2010 – Moskva – Lag
- 2011 – Rotterdam – Individuellt
- 2012 – Dortmund – Lag
- 2013 – Paris – Individuellt
- 2014 – Tokyo – Lag
- 2015 – Suzhou – Individuellt
- 2016 – Kuala Lumpur – Lag
- 2017 – Düsseldorf – Individuellt
- 2018 – Halmstad – Lag
- 2019 – Budapest – Individuellt
- 2020 - Busan – Lag inställt
- 2021 – Houston – Individuellt
- 2022 – Chengdu – Lag
- 2023 – Durban – Individuellt
- 2024 – Busan – Lag
- 2025 – Doha – Individuellt

## Världsmästare individuellt

### Herrsingel
- 1926 Roland Jacobi, Ungern
- 1928 Zoltán Mechlovits, Ungern
- 1929 Fred Perry, England
- 1930 Viktor Barna, Ungern
- 1931 Miklós Szabados, Ungern
- 1932 Viktor Barna, Ungern
- 1933 Viktor Barna, Ungern
- 1934 Viktor Barna, Ungern
- 1935 Viktor Barna, Ungern
- 1936 Stanislav Kolár, Tjeckoslovakien
- 1937 Richard Bergmann, Österrike
- 1938 Bohumil Váňa, Tjeckoslovakien
- 1939 Richard Bergmann, England
- 1947 Bohumil Váňa, Tjeckoslovakien
- 1948 Richard Bergmann, England
- 1949 Johnny Leach, England
- 1950 Richard Bergmann, England
- 1951 Johnny Leach, England
- 1952 Hiroji Satoh, Japan
- 1953 Ferenc Sidó, Ungern
- 1954 Ichiro Ogimura, Japan
- 1955 Toshiaki Tanaka, Japan
- 1956 Ichiro Ogimura, Japan
- 1957 Toshiaki Tanaka, Japan
- 1959 Jung Kuo-tuan, Kina
- 1961 Chuang Tse-tung, Kina
- 1963 Chuang Tse-tung, Kina
- 1965 Chuang Tse-tung, Kina
- 1967 Nobuhiko Hasegawa, Japan
- 1969 Shigeo Itoh, Japan
- 1971 Stellan Bengtsson, Sverige
- 1973 Hsi En-ting, Kina
- 1975 István Jónyer, Ungern
- 1977 Mitsuru Kohno, Japan
- 1979 Seiji Ono, Japan
- 1981 Kuo Yao-hua, Kina
- 1983 Kuo Yao-hua, Kina
- 1985 Jiang Jialiang, Kina
- 1987 Jiang Jialiang, Kina
- 1989 Jan-Ove Waldner, Sverige
- 1991 Jörgen Persson, Sverige
- 1993 Jean-Philippe Gatien, Frankrike
- 1995 Kong Linghui, Kina
- 1997 Jan-Ove Waldner, Sverige
- 1999 Liu Guoliang, Kina
- 2001 Wang Liqin, Kina
- 2003 Werner Schlager, Österrike
- 2005 Wang Liqin, Kina
- 2007 Wang Liqin, Kina
- 2009 Wang Hao, Kina
- 2011 Zhang Jike, Kina
- 2013 Zhang Jike, Kina
- 2015 Ma Long, Kina
- 2017 Ma Long, Kina
- 2019 Ma Long, Kina
- 2021 Fan Zhendong, Kina
- 2023 Fan Zhendong, Kina

### Herrdubbel
- 1926 Roland Jacobi/Dániel Pécsi, Ungern
- 1928 Alfred Liebster/Robert Thum, Österrike
- 1929 Viktor Barna/Miklós Szabados, Ungern
- 1930 Viktor Barna/Miklós Szabados, Ungern
- 1931 Viktor Barna/Miklós Szabados, Ungern
- 1932 Viktor Barna/Miklós Szabados, Ungern
- 1933 Viktor Barna/Sándor Glancz, Ungern
- 1934 Viktor Barna/Miklós Szabados, Ungern
- 1935 Viktor Barna/Miklós Szabados, Ungern
- 1936 Robert Blattner/James McClure, USA
- 1937 Robert Blattner/James McClure, USA
- 1938 James McClure/Sol Schiff, USA
- 1939 Viktor Barna/Richard Bergmann, Ungern/England
- 1947 Adolf Šlár/Bohumil Váňa, Tjeckoslovakien
- 1948 Ladislav Štípek/Bohumil Váňa, Tjeckoslovakien
- 1949 Ivan Andreadis/Frantisek Tokar, Tjeckoslovakien
- 1950 Ferenc Sidó/Ferenc Soós, Ungern
- 1951 Ivan Andreadis/Bohumil Váňa, Tjeckoslovakien
- 1952 Norizaku Fujii/Tadaki Hayashi, Japan
- 1953 József Kóczián/Ferenc Sidó, Ungern
- 1954 Zarko Dolinar/Vilim Harangozo, Jugoslavien
- 1955 Ivan Andreadis/Ladislav Štípek, Tjeckoslovakien
- 1956 Ichiro Ogimura/Yoshio Tomita, Japan
- 1957 Ivan Andreadis/Ladislav Štípek, Tjeckoslovakien
- 1959 Teruo Murakami/Ichiro Ogimura, Japan
- 1961 Nobuya Hoshino/Koji Kimura, Japan
- 1963 Chang Shih-lin/Wang Shih-liang, Kina
- 1965 Chuang Tse-tung/Hsu Yin-sheng, Kina
- 1967 Hans Alsér/Kjell Johansson, Sverige
- 1969 Hans Alsér/Kjell Johansson, Sverige
- 1971 István Jónyer/Tibor Klampár, Ungern
- 1973 Stellan Bengtsson/Kjell Johansson, Sverige
- 1975 István Jónyer/Gábor Gergely, Ungern
- 1977 Li Chen-shih/Liang Ko-liang, Kina
- 1979 Anton Stipančić/Dragutin Šurbek, Jugoslavien
- 1981 Cai Zhenhua/Li Zhenshi, Kina
- 1983 Zoran Kalinić/Dragutin Šurbek, Jugoslavien
- 1985 Mikael Appelgren/Ulf Carlsson, Sverige
- 1987 Chen Longcan/Wei Quingguang, Kina
- 1989 Steffen Fetzner/Jörg Rosskopf, Västtyskland
- 1991 Peter Karlsson/Thomas von Scheele, Sverige
- 1993 Lu Lin/Wang Tao, Kina
- 1995 Lu Lin/Wang Tao, Kina
- 1997 Kong Linghui/Liu Guoliang, Kina (2:a Jan-Ove Waldner/Jörgen Persson, Sverige)
- 1999 Kong Linghui/Liu Guoliang, Kina
- 2001 Wang Liqin/Yan Sen, Kina
- 2003 Wang Liqin/Yan Sen, Kina
- 2005 Kong Linghui/Wang Hao, Kina
- 2007 Chen Qi/Ma Lin, Kina
- 2009 Chen Qi/Wang Hao, Kina
- 2011 Ma Long/Xu Xin, Kina
- 2013 Chen Chien-An/Chuang Chih-Yuan, Taiwan
- 2015 Xu Xin/Zhang Jike, Kina
- 2017 Fan Zhendong/Xu Xin, Kina
- 2019 Ma Long/Wang Chuqin, Kina
- 2021 Kristian Karlsson/Mattias Falck, Sverige
- 2023 Fan Zhendong/Wang Chuqin, Kina

### Damsingel
- 1926 Maria Mednyanszky, Ungern
- 1928 Maria Mednyanszky, Ungern
- 1929 Maria Mednyanszky, Ungern
- 1930 Maria Mednyanszky, Ungern
- 1931 Maria Mednyanszky, Ungern
- 1932 Anna Sipos, Ungern
- 1933 Anna Sipos, Ungern
- 1934 Marie Kettnerová, Tjeckoslovakien
- 1935 Marie Kettnerová, Tjeckoslovakien
- 1936 Ruth Aarons, USA
- 1937 Ingen segrare! (Ruth Aarons, USA och Gertrude Pritzi, Österrike, diskvalificerades för inaktivt spel då Pritzi ledde med 21-12, 8-21, 19-16)
- 1938 Gertrude Pritzi, Österrike
- 1939 Vlasta Pokorná-Depetrisová, Tjeckoslovakien
- 1947 Gizella Farkas, Ungern
- 1948 Gizella Farkas, Ungern
- 1949 Gizella Farkas, Ungern
- 1950 Angelica Rozeanu, Rumänien
- 1951 Angelica Rozeanu, Rumänien
- 1952 Angelica Rozeanu, Rumänien
- 1953 Angelica Rozeanu, Rumänien
- 1954 Angelica Rozeanu, Rumänien
- 1955 Angelica Rozeanu, Rumänien
- 1956 Tomie Okawa, Japan
- 1957 Fujie Eguchi, Japan
- 1959 Kimiyo Matsuzaki, Japan
- 1961 Chiu Chung-hui, Kina
- 1963 Kimiyo Matsuzaki, Japan
- 1965 Naoko Fukazu, Japan
- 1967 Sachiko Morisawa, Japan
- 1969 Toshiko Kowada, Japan
- 1971 Lin Hui-ching, Kina
- 1973 Hu Yu-lan, Kina
- 1975 Pak Yung Sun, Nordkorea
- 1977 Pak Yung Sun, Nordkorea
- 1979 Ge Xinai, Kina
- 1981 Tong Ling, Kina
- 1983 Cao Yanhua, Kina
- 1985 Cao Yanhua, Kina
- 1987 He Zhili, Kina
- 1989 Qiao Hong, Kina
- 1991 Deng Yaping, Kina
- 1993 Hyun Jung Hwa, Sydkorea
- 1995 Deng Yaping, Kina
- 1997 Deng Yaping, Kina
- 1999 Wang Nan, Kina
- 2001 Wang Nan, Kina
- 2003 Wang Nan, Kina
- 2005 Zhang Yining, Kina
- 2007 Guo Yue, Kina
- 2009 Zhang Yining, Kina
- 2011 Ding Ning, Kina
- 2013 Li Xiaoxia, Kina
- 2015 Ding Ning, Kina
- 2017 Ding Ning, Kina
- 2019 Liu Shiwen, Kina
- 2021 Wang Manyu, Kina
- 2023 Sun Yingsha, Kina

### Damdubbel
- 1928 Fanchette Flamm/Maria Mednyanszky, Ungern/Österrike
- 1929 Erika Metzger/Mona Rüster, Tyskland
- 1930 Maria Mednyanszky/Anna Sipos, Ungern
- 1931 Maria Mednyanszky/Anna Sipos, Ungern
- 1932 Maria Mednyanszky/Anna Sipos, Ungern
- 1933 Maria Mednyanszky/Anna Sipos, Ungern
- 1934 Maria Mednyanszky/Anna Sipos, Ungern
- 1935 Maria Mednyanszky/Anna Sipos, Ungern
- 1936 Marie Kettnerová/Marie Smidová, Tjeckoslovakien
- 1937 Vlasta Pokorná-Depetrisová/Vera Votrubcova, Tjeckoslovakien
- 1938 Vlasta Pokorná-Depetrisová/Vera Votrubcova, Tjeckoslovakien
- 1939 Hilde Bussmann/Gertrude Pritzi, Tyskland
- 1947 Gizella Farkas/Gertrude Pritzi, Ungern/Österrike
- 1948 Vera Thomas-Dace/Margaret Franks, England
- 1949 Helen Elliot/Gizella Farkas, Skottland/Ungern
- 1950 Dóra Beregi/Helen Elliot, England/Skottland
- 1951 Diane Rowe/Rosalind Rowe, England
- 1952 Shizuku Narahara/Tomie Nishimura, Japan
- 1953 Gizella Farkas/Angelica Rozeanu, Ungern/Rumänien
- 1954 Diane Rowe/Rosalind Rowe, England
- 1955 Angelica Rozeanu/Ella Constantinescu-Zeller, Rumänien
- 1956 Angelica Rozeanu/Ella Constantinescu-Zeller, Rumänien
- 1957 Livia Mossoczy/ Ágnes Simon, Ungern
- 1959 Taeko Namba/Kazuko Ito-Yamaizumi, Japan
- 1961 Maria Alexandru/Georgita Pitica, Rumänien
- 1963 Kimiyo Matsuzaki/Masako Seki, Japan
- 1965 Cheng Min-chih/Lin Hui-ching, Kina
- 1967 Saeko Hirota/Sachiko Morisawa, Japan
- 1969 Svetlana Grinberg/Zoja Rudnova, Sovjetunionen
- 1971 Cheng Min-chih/Lin Hui-ching, Kina
- 1973 Maria Alexandru/Miho Hamada, Rumänien/Japan
- 1975 Maria Alexandru/Shoko Takahashi, Rumänien/Japan
- 1977 Pak Yong Ok/Yang Ying, Nordkorea/Kina
- 1979 Zhang Deying/Zhang Li, Kina
- 1981 Cao Yanhua/Zhang Deying, Kina
- 1983 Dai Lili/Shen Jianping, Kina
- 1985 Dai Lili/Geng Lijuan, Kina
- 1987 Hyun Jung Hwa/Yang Young Ja, Sydkorea
- 1989 Deng Yaping/Qiao Hong, Kina
- 1991 Chen Zihe/Gao Jun, Kina
- 1993 Liu Wei/Qiao Yunping, Kina
- 1995 Deng Yaping/Qiao Hong, Kina
- 1997 Deng Yaping/Yang Ying, Kina
- 1999 Wang Nan/Li Ju, Kina
- 2001 Wang Nan/Li Ju, Kina
- 2003 Wang Nan/Zhang Yining, Kina
- 2005 Wang Nan/Zhang Yining, Kina
- 2007 Wang Nan/Zhang Yining, Kina
- 2009 Guo Yue/Li Xiaoxia, Kina
- 2011 Guo Yue/Li Xiaoxia, Kina
- 2013 Guo Yue/Li Xiaoxia, Kina
- 2015 Liu Shiwen/Zhu Yuling, Kina
- 2017 Ding Ning/Liu Shiwen, Kina
- 2019 Sun Yingsha/Wang Manyu, Kina
- 2021 Sun Yingsha/Wang Manyu, Kina
- 2023 Chen Meng/Wang Yidi, Kina

### Mixeddubbel
- 1926 Zoltán Mechlovits/Maria Mednyanszky, Ungern
- 1928 Zoltán Mechlovits/Maria Mednyanszky, Ungern
- 1929 István Kelen/Anna Sipos, Ungern
- 1930 Miklós Szabados/Maria Mednyanszky, Ungern
- 1931 Miklós Szabados/Maria Mednyanszky, Ungern
- 1932 Viktor Barna/Anna Sipos, Ungern
- 1933 István Kelen/Maria Mednyanszky, Ungern
- 1934 Miklós Szabados/Maria Mednyanszky, Ungern
- 1935 Viktor Barna/Anna Sipos, Ungern
- 1936 Miloslav Hamr/Gertrude Kleinova, Tjeckoslovakien
- 1937 Bohumil Váňa/Vera Votrubcova, Tjeckoslovakien
- 1938 László Bellák/Wendy Woodhead, Ungern/England
- 1939 Bohumil Váňa/Vera Votrubcova, Tjeckoslovakien
- 1947 Ferenc Soós /Gizella Farkas, Ungern
- 1948 Richard Miles/Thelma Thall, USA
- 1949 Ferenc Sidó /Gizella Farkas, Ungern
- 1950 Ferenc Sidó /Gizella Farkas, Ungern
- 1951 Bohumil Váňa/Angelica Rozeanu, Tjeckoslovakien/Rumänien
- 1952 Ferenc Sidó/Angelica Rozeanu, Ungern/Rumänien
- 1953 Ferenc Sidó/Angelica Rozeanu, Ungern/Rumänien
- 1954 Ivan Andreadis/Gizella Farkas, Tjeckoslovakien/Ungern
- 1955 Kálmán Szepesi/Éva Kóczián, Ungern
- 1956 Erwin Klein/Leah Neuberger, USA
- 1957 Ichiro Ogimura/Fujie Eguchi, Japan
- 1959 Ichiro Ogimura/Fujie Eguchi, Japan
- 1961 Ichiro Ogimura/Kimiyo Matsuzaki, Japan
- 1963 Koji Kimura/Kazuko Ito-Yamaizumi, Japan
- 1965 Koji Kimura/Masako Seki, Japan
- 1967 Nobuhiko Hasegawa/Noriko Yamanaka, Japan
- 1969 Nobuhiko Hasegawa/Yasuko Konno, Japan
- 1971 Chang Shih-lin/Lin Hui-ching, Kina
- 1973 Liang Ko-liang/Li Li, Kina
- 1975 Stanislav Gomozkov/Tatiana Ferdman, Sovjet
- 1977 Jacques Secrétin/Claude Bergeret, Frankrike
- 1979 Liang Ge-liang/Ge Xinai, Kina
- 1981 Xie Saike/Huang Jungqun, Kina
- 1983 Guo Yuehua/Ni Xialian, Kina
- 1985 Cai Zhenhua/Cao Yanhua, Kina
- 1987 Hui Jun/Geng Lijuan, Kina
- 1989 Yoo Nam Kyu/Hyun Jung Hwa, Sydkorea
- 1991 Wang Tao/Liu Wei, Kina
- 1993 Wang Tao/Liu Wei, Kina
- 1995 Wang Tao/Liu Wei, Kina
- 1997 Liu Guoliang/Wu Na, Kina
- 1999 Ma Lin/Zhang Yingying, Kina
- 2001 Qin Zhijian/Yang Ying, Kina
- 2003 Ma Lin/Wang Nan, Kina
- 2005 Wang Liqin/Guo Yue, Kina
- 2007 Wang Liqin/Guo Yue, Kina
- 2009 Li Ping/Cao Zhen, Kina
- 2011 Zhang Chao/Cao Zhen, Kina
- 2013 Kim Jong/Kim Hyok-Bong, Nordkorea
- 2015 Xu Xin/Yang Ha-eun, Kina/Sydkorea
- 2017 Maharu Yoshimura/Kasumi Ishikawa, Japan
- 2019 Xu Xin/Liu Shiwen, Kina
- 2021 Wang Chuqin/Sun Yingsha, Kina
- 2023 Wang Chuqin/Sun Yingsha, Kina

## Världsmästare lag

### Medaljörer lag herrar
| Årtal | Värdnation (-er) | Värdort (-er) | Guldmedalj                                                      | Silvermedalj                                                                 | Bronsmedalj                                                                           | Anmärkningar                                            |
| ----- | ---------------- | ------------- | --------------------------------------------------------------- | ---------------------------------------------------------------------------- | ------------------------------------------------------------------------------------- | ------------------------------------------------------- |
| 1926  | Storbritannien   | London        | Ungern                                                          | Österrike                                                                    | England och Indien                                                                    | Ungerns 1:a Guld                                        |
| 1928  | Sverige          | Stockholm     | Ungern 2                                                        | Österrike 2                                                                  | England                                                                               |                                                         |
| 1929  | Ungern           | Budapest      | Ungern 3                                                        | Österrike 3                                                                  | England 2                                                                             |                                                         |
| 1930  | Tyskland         | Berlin        | Ungern 4                                                        | Sverige                                                                      | Tjeckoslovakien                                                                       |                                                         |
| 1931  | Ungern           | Budapest      | Ungern 5                                                        | Tjeckoslovakien                                                              | England 3                                                                             |                                                         |
| 1932  | Tjeckoslovakien  | Prag          | Tjeckoslovakien                                                 | Ungern                                                                       | Österrike                                                                             | Tjeckoslovakiens 1:a Guld (Ungerns första finalförlust) |
| 1933  | Tyskland         | Baden         | Ungern 6                                                        | Tjeckoslovakien 2                                                            | Österrike 2                                                                           |                                                         |
| 1934  | Frankrike        | Paris         | Ungern 7                                                        | Österrike 4                                                                  | Tjeckoslovakien 2                                                                     |                                                         |
| 1935  | Storbritannien   | London        | Ungern 8                                                        | Tjeckoslovakien 3                                                            | Österrike och Polen                                                                   |                                                         |
| 1936  | Tjeckoslovakien  | Prag          | Österrike                                                       | Rumänien                                                                     | Tjeckoslovakien och Frankrike                                                         | Österrikes 1:a Guld                                     |
| 1937  | Tyskland         | Baden         | USA                                                             | Ungern 2                                                                     | Tjeckoslovakien 3                                                                     | USA:s 1:a Guld                                          |
| 1938  | Storbritannien   | London        | Ungern 9                                                        | Österrike 5                                                                  | Tjeckoslovakien 2 och USA                                                             |                                                         |
| 1939  | Egypten          | Kairo         | Tjeckoslovakien 2                                               | Jugoslavien                                                                  | England 4                                                                             |                                                         |
| 1947  | Frankrike        | Paris         | Tjeckoslovakien 3                                               | USA                                                                          | Frankrike 2 och Österrike 2                                                           |                                                         |
| 1948  | Storbritannien   | London        | Tjeckoslovakien 4                                               | Frankrike                                                                    | Österrike 3                                                                           |                                                         |
| 1949  | Sverige          | Stockholm     | Ungern 10                                                       | Tjeckoslovakien 4                                                            | England 5                                                                             |                                                         |
| 1950  | Ungern           | Budapest      | Tjeckoslovakien 5                                               | Ungern 3                                                                     | England 6                                                                             |                                                         |
| 1951  | Österrike        | Wien          | Tjeckoslovakien 6                                               | Ungern 4                                                                     | Jugoslavien                                                                           |                                                         |
| 1952  | Indien           | Bombay        | Ungern 11                                                       | England                                                                      | Japan                                                                                 |                                                         |
| 1953  | Rumänien         | Bukarest      | England                                                         | Ungern 5                                                                     | Tjeckoslovakien 3 och Frankrike 3                                                     | Englands 1:a Guld                                       |
| 1954  | Storbritannien   | London        | Japan                                                           | Tjeckoslovakien 5                                                            | England 7                                                                             | Japans 1:a Guld                                         |
| 1955  | Nederländerna    | Utrecht       | Japan 2                                                         | Tjeckoslovakien 6                                                            | England 2 och Ungern                                                                  |                                                         |
| 1956  | Japan            | Tokyo         | Japan 3                                                         | Tjeckoslovakien 7                                                            | Kina och Rumänien                                                                     |                                                         |
| 1957  | Sverige          | Stockholm     | Japan 4                                                         | Ungern 6                                                                     | Kina 2 och Tjeckoslovakien 4                                                          |                                                         |
| 1959  | Tyskland         | Dortmund      | Japan 5                                                         | Ungern 7                                                                     | Kina 3 och Sydvietnam                                                                 |                                                         |
| 1961  | Kina             | Peking        | Kina 1                                                          | Japan                                                                        | Ungern                                                                                | Kinas 1:a Guld                                          |
| 1963  | Tjeckoslovakien  | Prag          | Kina 2                                                          | Japan 2                                                                      | Sverige och Västtyskland                                                              |                                                         |
| 1965  | Jugoslavien      | Ljubljana     | Kina 3                                                          | Japan 3                                                                      | Nordkorea                                                                             |                                                         |
| 1967  | Sverige          | Stockholm     | Japan 6                                                         | Nordkorea                                                                    | Sverige                                                                               |                                                         |
| 1969  | Västtyskland     | München       | Japan 7                                                         | Västtyskland                                                                 | Jugoslavien 2                                                                         |                                                         |
| 1971  | Japan            | Nagoya        | Kina 4                                                          | Japan 4                                                                      | Jugoslavien 3                                                                         |                                                         |
| 1973  | Jugoslavien      | Sarajevo      | Sverige                                                         | Kina                                                                         | Japan 2                                                                               | Sveriges 1:a Guld                                       |
| 1975  | Indien           | Calcutta      | Kina 5                                                          | Jugoslavien 2                                                                | Sverige 2                                                                             |                                                         |
| 1977  | Storbritannien   | Birmingham    | Kina 6                                                          | Japan 5                                                                      | Sverige 3                                                                             |                                                         |
| 1979  | Nordkorea        | Pyongyang     | Ungern 12                                                       | Kina 2                                                                       | Japan 3                                                                               |                                                         |
| 1981  | Jugoslavien      | Novi Sad      | Kina 7                                                          | Ungern 8                                                                     | Japan 4                                                                               |                                                         |
| 1983  | Japan            | Tokyo         | Kina 8                                                          | Sverige 2                                                                    | Ungern 2                                                                              |                                                         |
| 1985  | Sverige          | Göteborg      | Kina 9                                                          | Sverige 3                                                                    | Polen                                                                                 |                                                         |
| 1987  | Indien           | New Delhi     | Kina 10                                                         | Sverige 4                                                                    | Nordkorea 2                                                                           |                                                         |
| 1989  | Västtyskland     | Dortmund      | Sverige 2                                                       | Kina 3                                                                       | Nordkorea 3                                                                           |                                                         |
| 1991  | Japan            | Chiba         | Sverige 3                                                       | Jugoslavien 3                                                                | Tjeckoslovakien 4                                                                     |                                                         |
| 1993  | Sverige          | Göteborg      | Sverige 4                                                       | Kina 4                                                                       | Tyskland                                                                              |                                                         |
| 1995  | Kina             | Tianjin       | Kina 11                                                         | Sverige 5                                                                    | Sydkorea                                                                              |                                                         |
| 1997  | Storbritannien   | Manchester    | Kina 12                                                         | Frankrike 2                                                                  | Sydkorea 2                                                                            |                                                         |
| 2000  | Malaysia         | Kuala Lumpur  | Sverige 5                                                       | Kina 5                                                                       | Italien och Japan                                                                     | Sveriges 5:e Guld                                       |
| 2001  | Japan            | Osaka         | Kina 13                                                         | Belgien                                                                      | Sydkorea och Sverige 2                                                                |                                                         |
| 2004  | Qatar            | Doha          | Kina 14                                                         | Tyskland 2                                                                   | Sydkorea 3                                                                            |                                                         |
| 2006  | Tyskland         | Bremen        | Kina 15                                                         | Sydkorea                                                                     | Tyskland 2 och Hongkong                                                               |                                                         |
| 2008  | Kina             | Guangzhou     | Kina 16                                                         | Sydkorea 2                                                                   | Hongkong 2 och Japan 2                                                                |                                                         |
| 2010  | Ryssland         | Moskva        | Kina 17                                                         | Tyskland 3                                                                   | Japan 3 och Sydkorea 2                                                                |                                                         |
| 2012  | Tyskland         | Dortmund      | Kina 18                                                         | Tyskland 4                                                                   | Japan 4 och Sydkorea 3                                                                |                                                         |
| 2014  | Japan            | Tokyo         | Kina 19                                                         | Japan 6                                                                      | Tyskland 2                                                                            |                                                         |
| 2016  | Malaysia         | Kuala Lumpur  | Kina 20                                                         | Tyskland 5                                                                   | Japan 5                                                                               |                                                         |
| 2018  | Sverige          | Halmstad      | Kina 21                                                         | Tyskland 6                                                                   | Sverige 3 och Sydkorea                                                                |                                                         |
| 2022  | Chengdu          | Kina          | Kina Fan Zhendong Liang Jingkun Lin Gaoyuan Ma Long Wang Chuqin | Tyskland Benedikt Duda Fanbo Meng Dang Qiu Kay Stumper Ricardo Walther       | Japan Tomokazu Harimoto Mizuki Oikawa Shunsuke Togami Jo Yokotani                     |                                                         |
| 2022  | Chengdu          | Kina          | Kina Fan Zhendong Liang Jingkun Lin Gaoyuan Ma Long Wang Chuqin | Tyskland Benedikt Duda Fanbo Meng Dang Qiu Kay Stumper Ricardo Walther       | South Korea An Jae-hyun Cho Dae-seong Cho Seung-min Hwang Min-ha Jang Woo-jin         |                                                         |
| 2024  | Busan            | Sydkorea      | Kina Fan Zhendong Liang Jingkun Lin Gaoyuan Ma Long Wang Chuqin | Frankrike Lilian Bardet Simon Gauzy Alexis Lebrun Félix Lebrun Jules Rolland | Chinese Taipei Chuang Chih-yuan Feng Yi-hsin Huang Yan-cheng Kao Cheng-jui Lin Yun-ju |                                                         |
| 2024  | Busan            | Sydkorea      | Kina Fan Zhendong Liang Jingkun Lin Gaoyuan Ma Long Wang Chuqin | Frankrike Lilian Bardet Simon Gauzy Alexis Lebrun Félix Lebrun Jules Rolland | South Korea An Jae-hyun Jang Woo-jin Lee Sang-su Lim Jong-hoon Park Gyu-hyeon         |                                                         |

Svenska guldmedaljlag:
- 1973 1:a Guldet (Guldlaget: Stellan Bengtsson, Anders Johansson, Kjell Johansson, Bo Persson, Ingemar Wikström. Coach: Christer Johansson
- 1989 2:a Guldet (Guldlaget: Mikael Appelgren, Peter Karlsson, Erik Lindh, Jörgen Persson, Jan-Ove Waldner. Coach: Glenn Östh)
- 1991 3:e Guldet(Guldlaget: Mikael Appelgren, Peter Karlsson, Erik Lindh, Jörgen Persson, Jan-Ove Waldner. Coach: Anders Thunström)
- 1993 4:e Guldet (Guldlaget: Mikael Appelgren, Peter Karlsson, Erik Lindh, Jörgen Persson, Jan-Ove Waldner. Coach: Anders Thunström)
- 2000 5:e Guldet (Guldlaget: Jan-Ove Waldner, Jörgen Persson, Peter Karlsson, Fredrik Håkansson. Coach: Ulf "Tickan" Carlsson)

### Medaljligan lag herrar
| Pl.   | Nation          | Guld | Silver | Brons | Totalt | 0,5 Brons |
| ----- | --------------- | ---- | ------ | ----- | ------ | --------- |
| 1     | Kina            | 23   | 5      | 0     | 28     | 3         |
| 2     | Ungern          | 12   | 8      | 2     | 22     | 1         |
| 3     | Japan           | 7    | 6      | 3     | 16     | 7         |
| 4     | Tjeckoslovakien | 6    | 7      | 4     | 17     | 4         |
| 5     | Sverige         | 5    | 5      | 3     | 13     | 3         |
| 6     | Österrike       | 1    | 5      | 3     | 9      | 2         |
| 7     | England         | 1    | 1      | 7     | 9      | 2         |
| 8     | USA             | 1    | 1      | 0     | 2      | 1         |
| 9     | Tyskland        | 0    | 6      | 2     | 8      | 2         |
| 10    | Jugoslavien     | 0    | 3      | 3     | 6      | 0         |
| 11    | Sydkorea        | 0    | 2      | 3     | 5      | 7         |
| 12    | Frankrike       | 0    | 3      | 0     | 3      | 4         |
| 13    | Nordkorea       | 0    | 1      | 3     | 4      | 0         |
| 14    | Rumänien        | 0    | 1      | 0     | 1      | 1         |
| 14    | Västtyskland    | 0    | 1      | 0     | 1      | 1         |
| 15    | Belgien         | 0    | 1      | 0     | 1      | 0         |
| 16    | Polen           | 0    | 0      | 1     | 1      | 1         |
| 17    | Hongkong        | 0    | 0      | 0     | 0      | 2         |
| 18    | Indien          | 0    | 0      | 0     | 0      | 1         |
| 18    | Korea           | 0    | 0      | 0     | 0      | 1         |
| 18    | Sydvietnam      | 0    | 0      | 0     | 0      | 1         |
| 18    | Italien         | 0    | 0      | 0     | 0      | 1         |
| Total | Total           | 54   | 54     | 34    | 142    | 36        |

### Medaljörer lag damer
| Årtal | Värdnation (-er) | Värdort (-er) | Guldmedalj        | Silvermedalj    | Bronsmedalj                    | Anmärkningar |
| ----- | ---------------- | ------------- | ----------------- | --------------- | ------------------------------ | ------------ |
| 1934  | Frankrike        | Paris         | Tyskland          | Ungern          | Tjeckoslovakien                |              |
| 1935  | Storbritannien   | London        | Tjeckoslovakien   | Ungern 2        | Tyskland                       |              |
| 1936  | Tjeckoslovakien  | Prag          | Tjeckoslovakien 2 | Tyskland        | USA och Österrike              |              |
| 1937  | Tyskland         | Baden         | USA               | Tyskland 2      | Tjeckoslovakien 2              |              |
| 1938  | Storbritannien   | London        | Tjeckoslovakien 3 | England         | Österrike                      |              |
| 1939  | Egypten          | Kairo         | Tyskland 2        | Tjeckoslovakien | Rumänien                       |              |
| 1947  | Frankrike        | Paris         | England           | Ungern 3        | USA 2 och Tjeckoslovakien      |              |
| 1948  | Storbritannien   | London        | England 2         | Ungern 4        | Rumänien och Tjeckoslovakien 2 |              |
| 1949  | Sverige          | Stockholm     | USA 2             | England 2       | Ungern och Frankrike           |              |
| 1950  | Ungern           | Budapest      | Rumänien          | Ungern 5        | Tjeckoslovakien 3 och England  |              |
| 1951  | Österrike        | Wien          | Rumänien 2        | Österrike       | Skottland och England 2        |              |
| 1952  | Indien           | Bombay        | Japan             | Rumänien        | England                        |              |
| 1953  | Rumänien         | Bukarest      | Rumänien 3        | England 3       | Österrike 2 och Ungern 2       |              |
| 1954  | Storbritannien   | London        | Japan 2           | Ungern 6        | England 2                      |              |
| 1955  | Nederländerna    | Utrecht       | Rumänien 4        | Japan           | England 3                      |              |
| 1956  | Japan            | Tokyo         | Rumänien 5        | England 4       | Japan                          |              |
| 1957  | Sverige          | Stockholm     | Japan 3           | Rumänien 2      | Kina                           |              |
| 1959  | Tyskland         | Dortmund      | Japan 4           | Sydkorea        | Kina 2                         |              |
| 1961  | Kina             | Peking        | Japan 5           | Kina            | Rumänien 2                     |              |
| 1963  | Tjeckoslovakien  | Prag          | Japan 6           | Rumänien 3      | Ungern 3 och Kina              |              |
| 1965  | Jugoslavien      | Ljubljana     | Kina              | Japan 2         | England 4                      |              |
| 1967  | Sverige          | Stockholm     | Japan 7           | Sovjet          | Ungern                         |              |
| 1969  | Västtyskland     | München       | Sovjet            | Rumänien 4      | Japan 2                        |              |
| 1971  | Japan            | Nagoya        | Japan 8           | Kina 2          | Sydkorea                       |              |
| 1973  | Jugoslavien      | Sarajevo      | Sydkorea          | Kina 3          | Japan 3                        |              |
| 1975  | Indien           | Calcutta      | Kina 2            | Sydkorea 2      | Japan 4                        |              |
| 1977  | Storbritannien   | Birmingham    | Kina 3            | Sydkorea 3      | Nordkorea                      |              |
| 1979  | Nordkorea        | Pyongyang     | Kina 4            | Nordkorea       | Japan 5                        |              |
| 1981  | Jugoslavien      | Novi Sad      | Kina 5            | Sydkorea 4      | Nordkorea 2                    |              |
| 1983  | Japan            | Tokyo         | Kina 6            | Japan 3         | Nordkorea 3                    |              |
| 1985  | Sverige          | Göteborg      | Kina 7            | Nordkorea 2     | Sydkorea 2                     |              |
| 1987  | Indien           | New Delhi     | Kina 8            | Sydkorea 5      | Ungern 2                       |              |
| 1989  | Västtyskland     | Dortmund      | Kina 9            | Sydkorea 6      | Hongkong                       |              |
| 1991  | Japan            | Chiba         | Korea             | Kina 4          | Frankrike                      |              |
| 1993  | Sverige          | Göteborg      | Kina 10           | Nordkorea 3     | Sydkorea 3                     |              |
| 1995  | Kina             | Tianjin       | Kina 11           | Sydkorea 7      | Hongkong 2                     |              |
| 1997  | Storbritannien   | Manchester    | Kina 12           | Nordkorea 4     | Tyskland 2                     |              |
| 2000  | Malaysia         | Kuala Lumpur  | Kina 13           | Taiwan          | Sydkorea och Rumänien 2        |              |
| 2001  | Japan            | Osaka         | Kina 14           | Nordkorea 5     | Japan och Sydkorea 2           |              |
| 2004  | Qatar            | Doha          | Kina 15           | Hongkong        | Japan 6                        |              |
| 2006  | Tyskland         | Bremen        | Kina 16           | Hongkong 2      | Vitryssland och Japan 2        |              |
| 2008  | Kina             | Guangzhou     | Kina 17           | Singapore       | Hongkong och Japan 3           |              |
| 2010  | Ryssland         | Moskva        | Singapore         | Kina 5          | Tyskland och Japan 4           |              |
| 2012  | Tyskland         | Dortmund      | Kina 18           | Singapore 2     | Hongkong 2 och Sydkorea 3      |              |
| 2014  | Japan            | Tokyo         | Kina 19           | Japan 4         | Hongkong 3 och Singapore       |              |
| 2016  | Malaysia         | Kuala Lumpur  | Kina 20           | Japan 5         | Taiwan och Nordkorea           |              |
| 2018  | Sverige          | Halmstad      | Kina 21           | Japan 6         | Hongkong 4 och Korea           |              |
| 2020  |                  |               |                   |                 |                                |              |

### Medaljligan lag damer
| Pl.   | Nation          | Guld | Silver | Brons | Totalt | 0,5 Brons |
| ----- | --------------- | ---- | ------ | ----- | ------ | --------- |
| 1     | Kina            | 21   | 5      | 2     | 28     | 1         |
| 2     | Japan           | 8    | 6      | 6     | 20     | 4         |
| 3     | Rumänien        | 5    | 4      | 2     | 11     | 2         |
| 4     | Tjeckoslovakien | 3    | 1      | 2     | 6      | 3         |
| 5     | England         | 2    | 4      | 4     | 10     | 2         |
| 6     | Tyskland        | 2    | 2      | 2     | 6      | 1         |
| 7     | USA             | 2    | 0      | 0     | 2      | 2         |
| 8     | Sydkorea        | 1    | 7      | 3     | 11     | 3         |
| 9     | Singapore       | 1    | 2      | 0     | 3      | 1         |
| 10    | Sovjet          | 1    | 1      | 0     | 2      | 0         |
| 11    | Korea           | 1    | 0      | 0     | 1      | 1         |
| 12    | Ungern          | 0    | 6      | 2     | 8      | 3         |
| 13    | Nordkorea       | 0    | 5      | 3     | 8      | 1         |
| 14    | Hongkong        | 0    | 2      | 2     | 4      | 4         |
| 15    | Österrike       | 0    | 1      | 1     | 2      | 2         |
| 16    | Taiwan          | 0    | 1      | 0     | 1      | 1         |
| 17    | Frankrike       | 0    | 0      | 1     | 1      | 1         |
| 18    | Skottland       | 0    | 0      | 0     | 0      | 1         |
| 18    | Vitryssland     | 0    | 0      | 0     | 0      | 1         |
| Total | Total           | 46   | 47     | 30    | 123    | 34        |

### Fotnoter
1. ↑  ”Ulf Lönnqvist om det svenska pingisundret”. Idrottens vänner. http://riksidrottensvanner.se/artiklardebatt/ulf-lonnqvist-om-det-svenska-pingisundret/. Läst 12 november 2015.